# 圆丘广场

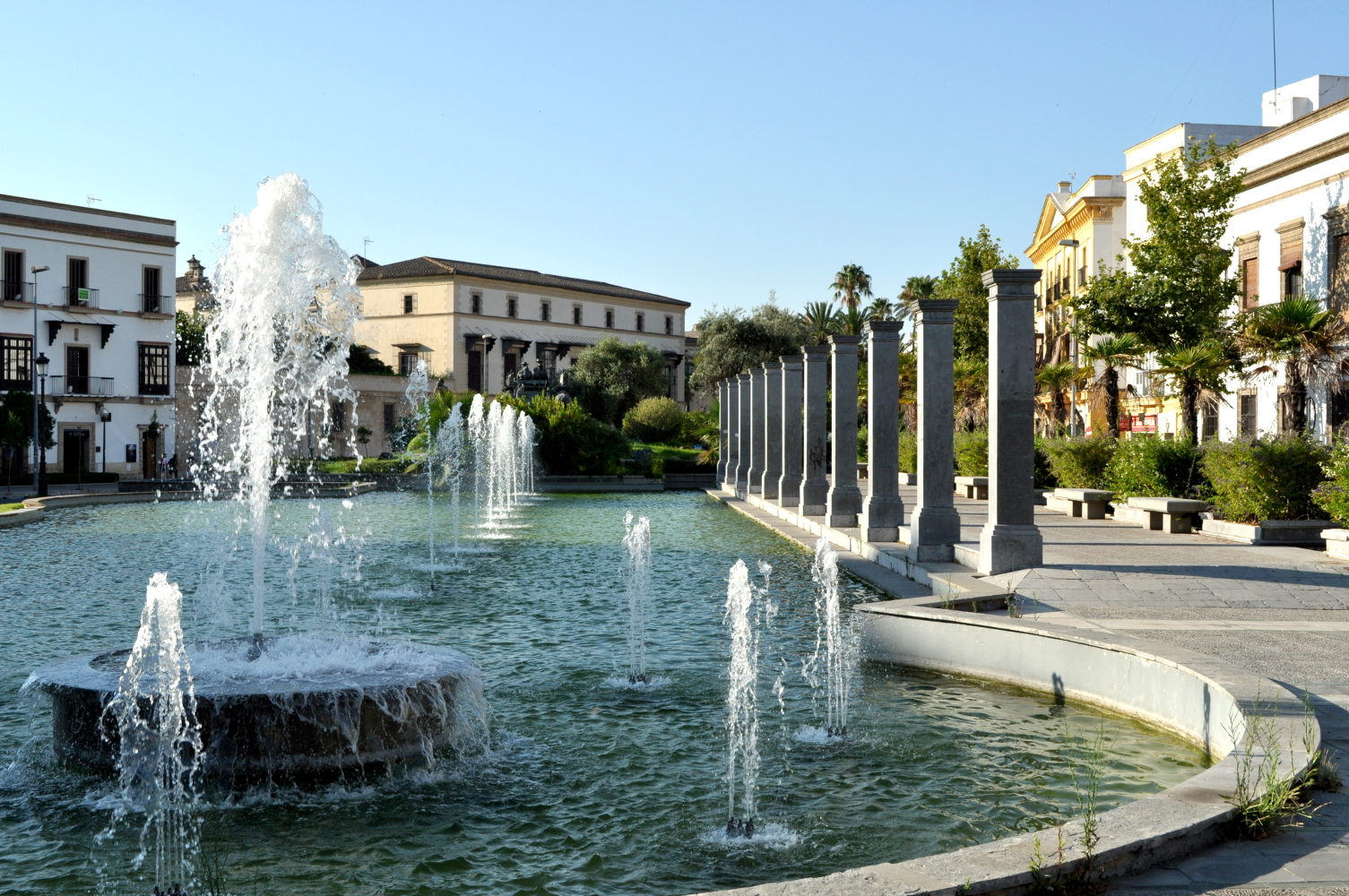

圆丘广场（西班牙語：Plaza del Mamelón）是西班牙安达卢西亚赫雷斯-德拉弗龙特拉的一个广场，被认为是这个城市最优雅的广场之一。这里拥有舒适、宁静的环境，将城市的历史和商业中心，与20世纪城市扩张和发展的主要动脉阿尔瓦罗·多梅克市长大道（Avenida Alcalde Álvaro Domecq）联系起来。

## 历史
开辟广场的起因，是由于拆除萨洛布拉尔宫（Palacio de Salobral）。在19世纪初，这个广场被称为塞维利亚的阿拉米达（Alameda de Sevilla），但人们一直把它称为圆丘广场，意为“乳头状的低山”。1893年，广场进行美化，成为美丽的步行区。1987年，广场进行了最后一次改造，开辟了湖泊，预算为6000万比塞塔，设计广场的建筑师是胡安·拉蒙·迪亚斯·平托（Juan Ramón Díaz Pinto）。2019年修复了喷泉。

## 组成
圆丘广场面积较大，包括几个部分。中央是一个湖泊，周围是绿地和花园。在离中心最远的一侧，有喇沙會创始人聖若翰·喇沙雕塑，创作于1952年。

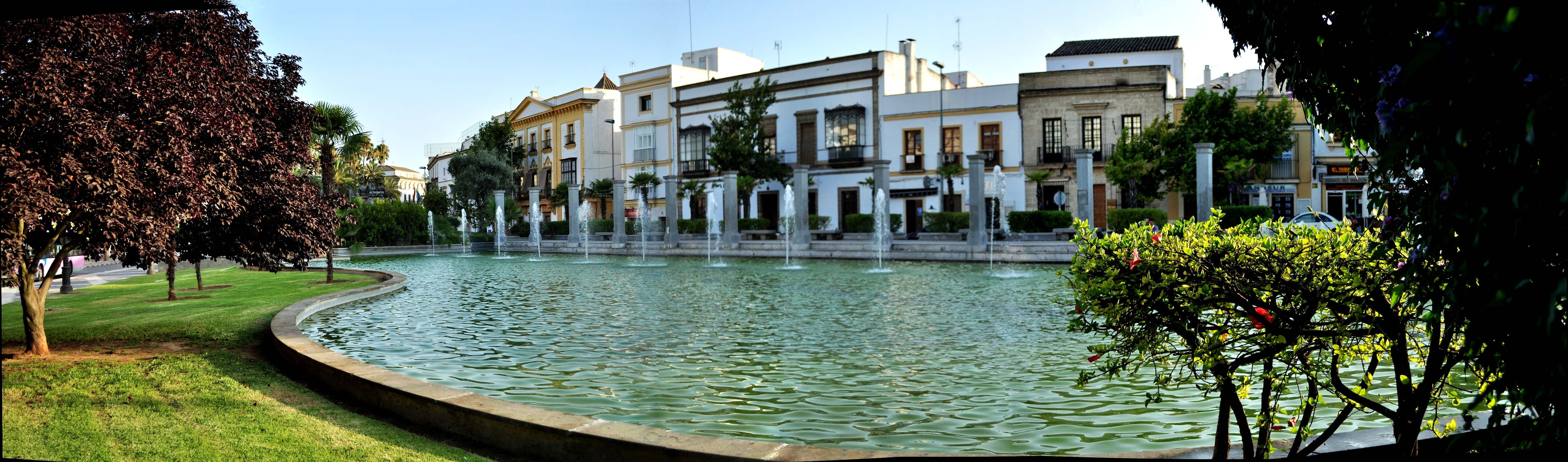
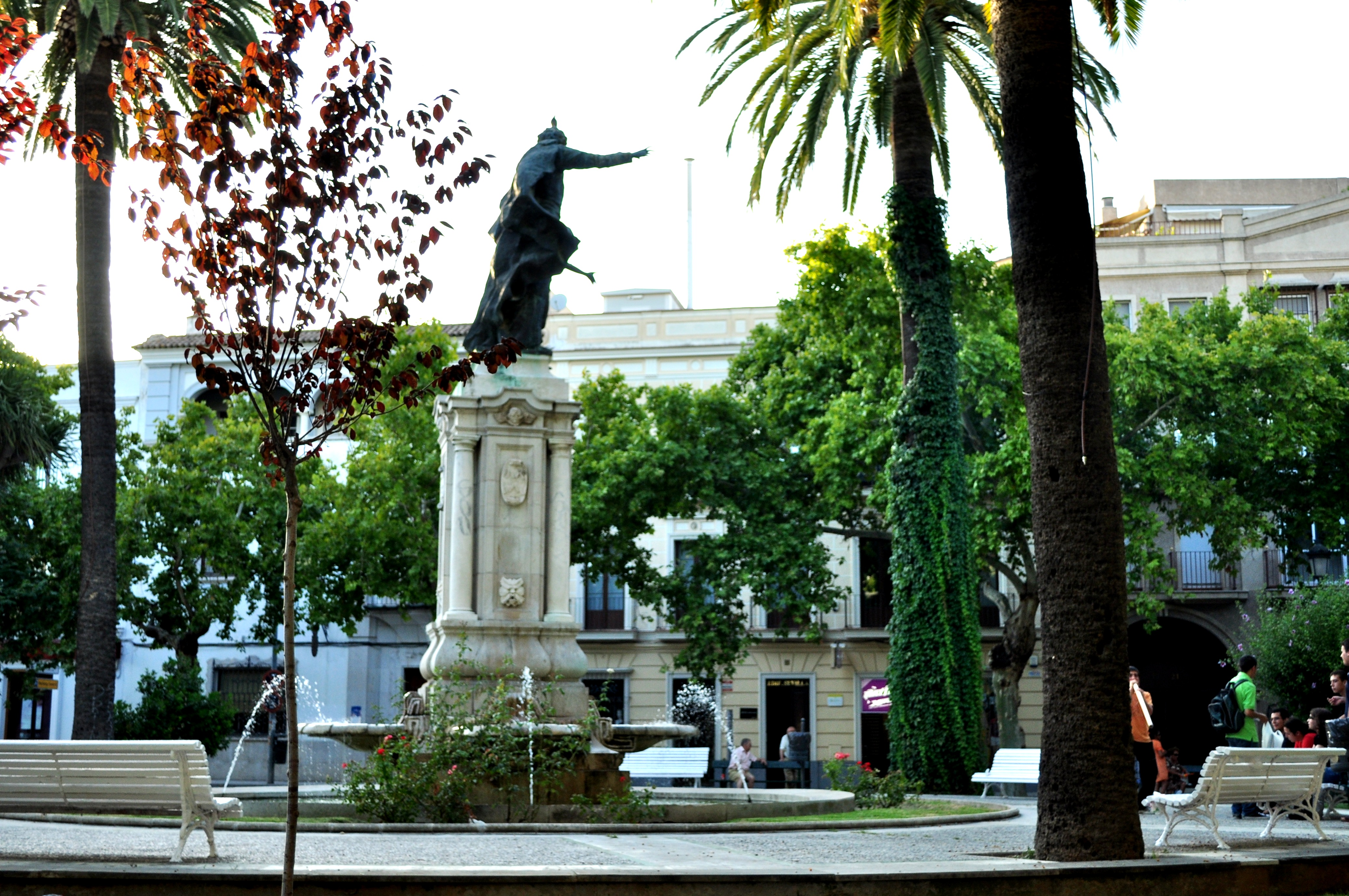
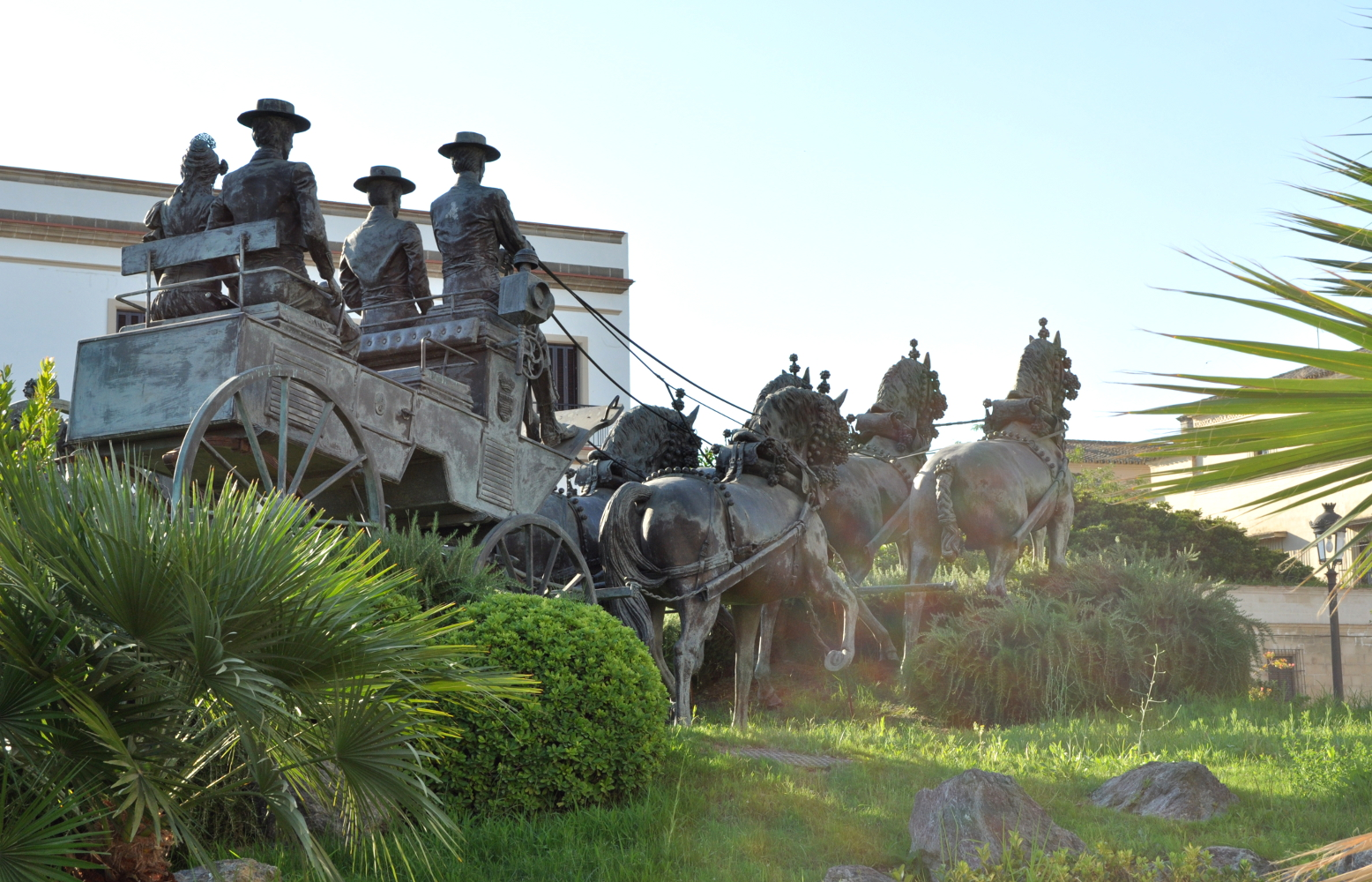